# 자인 (기업)
자인 그룹(영어: Zain Group, Arabic: مجموعة زين)은 1983년 설립된 쿠웨이트의 모바일 통신 기업이다. 2007년 기업의 명칭을 MTC(Mobile Telecommunications Company)에서 현재의 자인으로 바꾸었다.